# Berge um Hohburg und Dornreichenbach
Berge um Hohburg und Dornreichenbach este o arie protejată (arie specială de conservare — SAC, sit de importanță comunitară — SCI) din Germania întinsă pe o suprafață de 301 ha, integral pe uscat.

## Localizare
Centrul sitului Berge um Hohburg und Dornreichenbach este situat la coordonatele 51°24′12″N 12°47′51″E / 51.4033°N 12.7975°E.

## Înființare
Situl Berge um Hohburg und Dornreichenbach a fost declarat sit de importanță comunitară în iunie 2002 pentru a proteja 3 specii de animale. Situl a fost protejat și ca arie specială de conservare în aprilie 2011.

## Biodiversitate
Situată în ecoregiunea continentală, aria protejată conține 5 habitate naturale: Lacuri eutrofice naturale cu vegetație de tip Magnopotamion sau Hydrocharition, Păduri de fag Luzulo-Fagetum, Păduri de stejar sau de stejar și carpen sub-atlantice și medio-europene de Carpinion betuli, Păduri de stejar și carpen Galio-Carpinetum, Păduri aluvionare cu Alnus glutinosa și Fraxinus excelsior (Alno-Padion, Alnion incanae, Salicion albae).
La baza desemnării sitului se află mai multe specii protejate de  mamifere (3): liliac cârn (Barbastella barbastellus), liliac cu urechi mari (Myotis bechsteinii), liliac comun (Myotis myotis)